# روبين خواريز
روبين خواريز (بالإسبانية: Rubén Juárez)‏ هو مغني وملحن وممثل أرجنتيني، ولد في 5 نوفمبر 1947، وتوفي في 31 مايو 2010 ببوينس آيرس في الأرجنتين.

## وصلات خارجية
- روبين خواريز على موقع IMDb (الإنجليزية)
- روبين خواريز على موقع ميوزك برينز (الإنجليزية)
- روبين خواريز على موقع أول ميوزيك (الإنجليزية)
- روبين خواريز على موقع ديسكوغز (الإنجليزية)
- روبين خواريز على موقع قاعدة بيانات الفيلم (الإنجليزية)